# Luna Fokke
Luna Noa Fokke (Leidschendam, 9 de março de 2001) é uma jogadora de hóquei sobre a grama neerlandesa.

## Carreira
Na liga nacional dos Países Baixos, a Hoofdklasse, Fokke representa Kampong.
Fokke fez sua estreia pela seleção nacional júnior em 2022 na Copa do Mundo Júnior FIH em Potchefstroom. No torneio, ela ganhou uma medalha de ouro. Mais tarde naquele ano, ela representou a equipe novamente no Campeonato EuroHockey Júnior em Ghent, onde ganhou uma medalha de bronze. Após seu sucesso nas seleções nacionais juniores, Fokke foi convocada para fazer sua estreia internacional sênior em 2022. Ela fez sua primeira aparição em uma partida da FIH Pro League 2021-22 contra a Inglaterra. Em 2023, ela foi nomeada para o time nacional. Desde então, ela apareceu na quarta temporada da FIH Pro League.
Nos Jogos Olímpicos de Verão de 2024, em Paris, conquistou a medalha de ouro no torneio feminino do hóquei sobre a grama, após vencer a final contra a equipe chinesa por pênaltis.